# 费奥多尔·科马罗夫
费奥多尔·伊万诺维奇·科马罗夫（俄语：Фёдор Иванович Комаров，1920年8月26日—2020年1月25日），苏联及俄罗斯军医，内科医学博士，教授，社会主义劳动英雄，俄罗斯科学院院士。

## 生平
1920年8月26日生于斯摩棱斯克。1939年考入莫斯科古比雪夫工程建筑学院。1941年6月苏德战争爆发后应征入伍，在前线战斗。同年7月在基辅保卫战中受重伤，同年12月转移至后备役，在莫斯科航空学院学习。1942年再次入伍，在海军医科学院学习，1947年毕业。后留校任教。1950年获医学副博士学位。1956年海军医科学院撤销建制，与基洛夫军事医学院合并。1963年获医学博士学位，1964年晋升教授。1967年至1972年，担任基洛夫军事医学院第二临床医学系主任（主治肠胃病）。1972年至1977年，担任苏联国防部首席医师。1972年至1982年，担任莫斯科第一医学院系主任。1977年至1989年，担任苏联国防部中央军事医学局局长。1990年至1995年，担任俄罗斯医学科学院副院长。1995年后担任顾问。
1980年被授予社会主义劳动英雄称号。2000年被授予俄罗斯联邦功勋科学工作者称号。
1974年当选俄罗斯医学科学院通讯院士，1991年当选俄罗斯医学科学院院士。2013年当选俄罗斯科学院院士。
2020年1月25日去世。葬于特罗耶库罗夫公墓。

## 作品
- 科马罗夫. 由何建平翻译. . 医学与哲学. 1984, (12): 46–47. ISSN 1002-0772.